# Escut de Pujalt
L'escut oficial de Pujalt té el següent blasonament:
Escut caironat: d'atzur, un sautor ple d'argent; ressaltant sobre el tot un mont de 4 penyes floronat de porpra. Per timbre una corona mural de poble.

## Història
Va ser aprovat el 5 d'abril de 1995 i publicat al DOGC el 21 del mateix mes amb el número 2040.
El mont floronat que sobresurt sobre els altres és un senyal parlant referit al nom de la localitat, derivat de "puig alt". El sautor és la creu de Sant Andreu, patró del poble.